# The Quartet, Cafe Oto, London, February 10 & 11, 2023
The Quartet, Cafe Oto, London, February 10 & 11, 2023 ist ein Jazzalbum von Peter Brötzmann, John Edwards, Steve Noble und Jason Adasiewicz. Die am 10. und 11. Februar 2023 im Londoner Veranstaltungsort Cafe Oto entstandenen Aufnahmen erschienen 2025 auf dem Label Otoroku.

## Hintergrund
Diese an zwei Abenden aufgenommene Gruppierung Peter Brötzmanns mit Jason Adasiewicz am Vibraphon, John Edwards am Bass und Steve Noble am Schlagzeug trat 2023 im Cafe Oto in London auf. Als Brötzmann 2010 zum ersten Mal in diesem Veranstaltungsort auftrat, geschah dies in einem Trio mit John Edwards und Steve Noble (veröffentlicht als The Worse The Better, der Startschuss für das hauseigene Plattenlabel Otoroku). Das Quartett spielte zuvor 2013 zusammen im Cafe Oto (veröffentlicht als Mental Shake auf Otoroku).

## Titelliste
- Peter Brötzmann / John Edwards / Steve Noble / Jason Adasiewicz: The Quartet (Otoroku)[1]

1. Part 1 33:32
2. Part 2 39:34
3. Part 3 34:56
4. Part 4 32:26

## Rezeption
In den letzten Jahrzehnten hätte Brötzmann zunehmend seine lyrische Seite erkundet und sich von einer angeblich ideologisch motivierten „Punk-Wut“ seiner früheren Jahre entfernt und sich einem Post-Bop und Blues-angehauchten Free Jazz zugewandt, meinte Antonio Poscic in The Quietus. Dann habe eine Lungenentzündung, die er sich während Covid zugezogen hatte, ihn dazu gebracht, „sein Spiel neu zu erfinden.“ In den vier Abschnitten des Albums würde jede seiner typischen quietschenden, übertriebenen Maschinengewehrsalven daher durch lange, lyrische Improvisationen gemildert, die er abwechselnd auf Altsaxophon und Klarinette spiele. Obwohl das Quartett seit Mitte der 2010er-Jahre nicht mehr zusammen gespielt hat – Mental Shake wurde 2013 aufgenommen –, wirkten sie telepathisch synchron, als hätten sie all die Jahre zusammen geprobt. Ihre Chemie sei besonders in den Übergängen beeindruckend, wenn sie zwischen kompromissloser Intensität und hüpfenden Grooves wechselten und atmosphärische Kollektiv-Improvisationen und das eine oder andere Solo verwendeten, um in eine Art kollektiven Lärm auszubrechen, der an die Raserei („frenzy“) von Brötzmanns großen acht- und zehnköpfigen Ensembles erinnere.
Der Bassist John Edwards und der Schlagzeuger Steve Noble hätten lange zu den kraftvollsten, treibendsten Rhythmusgruppen im britischen und europäischen Avant-Jazz gezählt und Brötzmann auf zwei Trio-Alben, The Worse The Better und Soulfood Available, zu Höchstleistungeninspiriert, schrieb Phil Freeman /(Steregum/Ugly Beauty). Doch als Adasiewicz dazustieß, sei die Musik weniger überschwänglich und noch viel schöner geworden. Auf jedem der vier Mitschnitte seien Elemente von Blues, Swing, romantische Balladen und Brötzmanns typische leidenschaftliche Schreie zu hören.
Das Album gelangte auf Position 43 der Halbjahresliste (1/2025) des Francis Davis Jazz Critics Poll.